# Distretto di Pomacanchi
Il distretto di Pomacanchi è un distretto del Perù nella provincia di Acomayo (regione di Cusco) con 8.340 abitanti al censimento 2007.
È stato istituito il 2 gennaio 1857.